# Електрон
Електрон (такође познат као негатрон, обично се означава као e−) је субатомска честица негативног елементарног наелектрисања. Електрон је изузетно мала честица и мисли се да је недељив. Реч електрон потиче од грчке речи ηλεκτρον, што значи ћилибар, због тога што је електрицитет откривен на ћилибару који је привлачио лаке наелектрисане предмете, као што су мали делићи папира или длаке косе.
Атом се може представити преко позитивно наелектрисаног језгра састављеног од протона и неутрона, и негативно наелектрисаних електрона који окружују језгро. Прве теорије атома су претпостављале да се електрони као честице крећу по тачно задатим путањама око језгра атома, али данас је познато да је атом компликованији систем и позиција електрона се не може тачно одредити, већ је негативно наелектрисање распоређено у електронском облаку и може се израчунати само вероватноћа да се електрон као честица у одређеном тренутку нађе на одређеном месту.
Електрон не поседује познате компоненте или субструктуру; другим речима, не може се раставити на саставне делове, те се сматра да електрон спада у елементарне честице. Маса мировања електрона је приближно 1/1836 масе протона, те тиме електрони укупној маси атома доприносе са мање од 0,06%. Спин (тзв. унутрашњи момент импулса) електрона је ħ/2, тако да електрон спада у класу фермиона, односно у класу честица полуцелог спина. Како је електрон фермион, два електрона не могу да заузимају исто квантно стање, у складу са Паулијевим принципом искључења. Свака честица има свој пар, античестицу, која је идентична у односу на честицу, али има електрични и друге набоје обрнутог знака у односу на честицу. Античестица електрона је позитрон. Када се електрон судари са позитроном, они могу само да се еластично одбију, али могу и у потпуности да се анихилирају, произвевши гама зрачење у виду 2 или више фотона или, у случају врло високих енергија електрона и позитрона, као производ анихилације, енергија се може ослободити у виду неке друге честице као што су B мезон или W и Z бозони. Електрон, који као елементарна честица учествује у гравитационим, електромагнетним и слабим интеракцијама, а не интерагује јаким нуклеарним интеракцијама, као такав спада у породицу лептона. Како је најлакши од 3 наелектрисана лептона, он се класификује у прву генерацију породице лептона.
Код субатомских честица као што су електрони, видљива су њихова квантномеханичка својства. Слично као и фотон, и електрон поседује квантну дуалну природу и честица и таласа, тако да могу да се сударају са другим честицама, али и да буду дифрактовани попут светлости.
Концепт недељиве количине електричног набоја је 1838. године развио британски природни филозоф Ричард Ламинг, како би теоријски објаснио хемијска својства атома. Име електрон је за овај набој 1894. године увео ирски физичар Џорџ Џонстон Стоуни. Електрон је као честицу идентификовао Џ. Џ. Томсон и његов тим британских физичара 1897. године.
Електрони играју кључну улогу у многим физичким феноменима, као што су електрицитет, магнетизам, и топлотна проводност. Привлачна Кулонова сила између електрона и протона узрокује да се електрони везују у атоме. Размена или дељење електрона између два или више атома је главни узрок настанка хемијских веза. Електрон који се у односу на посматрача налази у стању кретања, на основу Амперовог закона, генерише магнетно поље. Када електрон убрзава, он може да апсорбује или зрачи енергију у виду фотона.
По теорији, већина електрона у универзуму је настало током Великог праска, али електрони могу да настану и кроз бета распад радиоактивних изотопа и у високоенергетским сударима, на пример када космички зраци пролазе кроз атмосферу. Електрони могу бити уништени у поступку анихилације са позитронима и могу бити апсорбовани током звездане нуклеосинтезе. Лабораторијски инструменти омогућавају задржавање и посматрање појединачних електрона, као и електронске плазме, док посебни телескопи могу да детектују електронску плазму у спољашњем свемиру. Електрони имају бројне примене, укључујући заваривање, катодне цеви, електронске микроскопе, радијациону терапију, ласере, и акцелераторе честица.

### Електрони у универзуму
Верује се да број електрона у познатом универзуму износи 1078.

## Историја

### Атомска теорија
Електрон је откривен у експериментима Томсона 1897-98. године и првобитно назван „атом електрицитета”. До 1914, експерименти физичара Ернеста Радерфорда, Хенрија Мозлија, Џејмса Франка и Густава Херца су у великој мери успоставили структуру атома као чврстог језгра позитивног наелектрисања, које окружују електрони мање масе. Године 1913, дански физичар Нилс Бор је изнео постулат да се електрони налазе у квантизованим (тачно одређеним дискретним) енергијским стањима, а да је енергија одређена моментом импулса орбите на којој се електрон налази кружећи око атомског језгра. На основу ове теорије, електрони могу да прелазе из једног у друго стање, или другу електронску орбиту, тако што емитују или апсорбују фотоне одговарајућих фреквенција. Помоћу ових квантизованих орбита, Бор је тачно објаснио спектралне емисионе линије водониковог атома. Међутим, Боров модел није узео у обзир релативне интензитете спектралних линија и није успешно описао спектре комплекснијих атома.
Хемијске везе између атома је објаснио Гилберт Њутн Луис, који је 1916. године изнео идеју да ковалентну везу између ва атома одржава пар електрона коју та два атома деле. Касније, 1923. године, Валтер Хајтлер и Фриц Лондон су дали пуно објашњење формирања хемијских веза помоћу парова електрона у контексту квантне механике. Године 1919, амерички хемичар Ирвинг Лангмјур је разрадио Луисов статички модел атома и изнео идеју да су сви електрони распоређени у „концентричним (готово) сферним љускама, једнаких дебљина“. Сферне љуске су по овом моделу биле подељене у више ћелија од којих је свака садржавала по један пар електрона. Овим моделом је Лангмјур успео да објасни хемијска својства свих елемената у периодном систему елемената, за које се знало да се у великој мери периодично понављају.
Године 1924, аустријски физичар Волфганг Паули је уочио да би љусколика структура атома могла да буде објашњена скупом од четири параметра која дефинишу свако квантно енергетско стање, све док се у сваком стању налази највише један електрон. (Ово ограничење да само један електрон може да се налази у једном квантно енергетском стању је постао познат као Паулијев принцип искључења.) Физички механизам за објашњавање четвртог параметра, који је имао две могуће вредности, су дали холандски физичари Самуел Гоудсмит и Џорџ Уленбек. 1925. године су Гоудсмит и Уленбек изнели идеју да електрон, осим што има момент импулса који зависи од орбите, поседује и унутрашњи момент импулса и магнетни диполни момент. Овај интринсички (унутрашњи) момент импулса је постао познат као спин, и објашњава раније мистериозно цепање спектралних линија уочено на спектрографу високе резолуције; овај феномен је познат као цепање фине структуре.

## Карактеристике

### Класификација
По Стандардном моделу физике честица, електрони припадају групи субатомских честица које се називају лептонима, за које се верује да су фундаменталне или елементарне честице. Електрони имају најмању масу од било којих наелектрисаних лептона (или наелектрисаних честица било ког типа), и на основу тога су сврстани у прву генерацију фундаменталних честица. Друга и трећа генерација садрже наелектрисане лептоне, редом, муон и тау, који су идентични електрону по наелектрисању, спину и интеракцијама, али имају већу масу. Лептони се разликују од осталих основних градивних елемената материје, кваркова, по томе што не учествују у јакој интеракцији. Сви чланови групе лептона су фермиони, јер сви имају полу-цео спин; електрон има спин ½.

### Фундаментална својства
Маса мировања електрона је приближно 9,109×10−31 kg, или 5,489×10−4 јединица атомске масе. На основу Ајнштајновог принципа еквиваленције масе и енергије, ова маса одговара енергији мировања од 0,511 MeV. Однос између масе протона и масе електрона је око 1836. Астрономска мерења су показала да однос масе протона и електрона има исту вредност током најмање једне половине старости универзума, као што је и предвиђено Стандардним моделом.
Електрони имају електрични набој од −1,602×10−19 кулона, што се користи као стандардна јединица наелектрисања за субатомске честице. У оквиру граница експерименталне прецизности, наелектрисање електрона је идентично наелектрисању протона, али има супротан знак. Како се симбол e користи за елементарно наелектрисање, електрон се обично означава са e−, где минус означава негативно наелектрисање. Позитрон се означава са e+ јер има иста својства као и електрон, али са позитивним наелектрисањем.
Електрон има спин или тзв. унутрашњи момент импулса једнак ½. Резултат мерења пројекције спина дуж било које осе може бити само ± ħ⁄2. Осим спина, електрон има унутрашњи магнетни момент дуж своје осе спина. Он је приближно једнак једном Боровом магнетону,
 што је физичка константа једнака 9,27400915(23)×10−24 џула по тесли. Оријентација спина у односу на момент електрона дефинише својство елементарних честица познато као хеличност.